# Bakterie siarkowe
Bakterie siarkowe – nazwa zbiorcza bakterii wykorzystujących w swoim metabolizmie utlenianie siarki. Należą one do różnych grup taksonomicznych (mogą to być nawet archeony niezaliczane obecnie do bakterii w ścisłym tego słowa znaczeniu) i mogą stosować rozmaite strategie metaboliczne. Bakterie siarkowe ułatwiają zachodzenie niektórych etapów biogeochemicznego obiegu siarki.
Czasem bakteriami siarkowymi nazywane są wszystkie bakterie (i archeony) wykorzystujące siarkę w swoim metabolizmie, także ją redukujące.
Wydziela się następujące grupy:
- bezbarwne bakterie siarkowe – jako donor elektronów w oddychaniu wykorzystują siarkę na niskim stopniu utlenienia (związaną w siarkowodorze lub siarczkach). Siarka ta utleniana jest wówczas do postaci siarki cząsteczkowej lub siarczanów. Ponieważ jednym z produktów może być kwas siarkowy, mogą wykazywać właściwości acydofilne. Utleniaczem może być tlen, więc bakterie te są aerobami. Utlenianie siarki (a nie promieniowanie słoneczne) jest źródłem energii, więc są chemotrofami. Donor elektronów jest nieorganiczny, więc są litotrofami. Korzystają z nieorganicznego źródła węgla, więc są autotrofami. Zatem kombinację ich strategii metabolicznych można określić jako tlenową chemolitoautotrofię[1]. Przykładem bezbarwnych bakterii siarkowych jest Thiobacillus[1][2], podobny typ metabolizmu mają też niektóre archeany, jak Sulfolobus[2].
- siarkowe bakterie purpurowe – jako donor elektronów wykorzystują siarkę w postaci siarczków, siarki rodzimej, tiosiarczanów (litotrofy) lub organicznej (organotrofy). Są ścisłymi beztlenowcami, źródłem energii jest światło (fototrofy), a źródłem węgla CO2 (autotrofy). Przeprowadzają więc beztlenową fotosyntezę. Warunki umożliwiające taką kombinację występują w głębszych strefach jezior, słonych bagnach, źródłach siarkowych (także gorących), matach bakteryjnych. Bakterie te tworzą układy ekologiczne z organizmami redukującymi siarczany. Przykładami purpurowych bakterii siarkowych są: Ectothiorhodospira, Chromatium, Thiocapsa, Lamprocystis, Thiodyctyon[2].
- siarkowe bakterie zielone – są ścisłymi beztlenowcami, od bakterii purpurowych różnią się przede wszystkim barwnikami fotosyntetycznymi, a przez to zakresem wykorzystywanego w fotosyntezie światła i głębokością występowania w wodach. Bakterie zielone mogą występować w miejscach mniej naświetlonych. Ich przykładami są: Chlorobium lub Pelodictyon[2].

Przebieg procesu fotosyntezy u bakterii zielonych i purpurowych zależy od rodzaju i dostępności źródła elektronów, np.:
12H
2S + 6CO
2 → C
6H
12O
6 + 12S↓ + 6H
2O
4S + 6CO
2 + 10H
2O → C
6H
12O
6 + 4H
2SO
4
3Na
2S
2O
3 + 6CO
2 + 9H
2O → C
6H
12O
6 + 3Na
2SO
4 + 3H
2SO
4
W środowisku beztlenowym występują także siarkowe bakterie beztlenowe, które jako utleniacz wykorzystują azotany, przeprowadzając jednocześnie denitryfikację. Przykładem jest Thiobacillus denitrificans.